# عقل و احساس (فیلم)
عقل و احساس (انگلیسی: Sense and Sensibility) فیلمی در ژانر درام دورانی به کارگردانی انگ لی و بر پایهٔ رمان به همین نام نوشتهٔ جین آستن است که در سال ۱۹۹۵ منتشر شد. اما تامپسون فیلم‌نامهٔ این اثر را نوشت و در آن نقش الینور داشوود را ایفا می‌کند. کیت وینسلت نقش خواهر کوچک الینور، ماریان را ایفا می‌کند. داستان فیلم در مورد خواهران داشوود، اعضای یک خانوادهٔ ثروتمند انگلیسی از نجیب‌زادگان است که باید با شرایط فقر ناگهانی کنار بیایند. آن‌ها مجبور می‌شوند از طریق ازدواج به دنبال تأمین مخارج خود باشند. هیو گرانت و آلن ریکمن نقش خواستگارشان را ایفا می‌کنند.
تهیه‌کنندهٔ فیلم، لیندسی دوران، از ستایش‌کنندگان دیرینهٔ رمان آستن، تامپسون را برای نوشتن فیلم‌نامه استخدام کرد. تامپسون پنج سال را صرف نوشتن پیش‌نویس نسخه‌های متعدد فیلم‌نامه کرد و پیوسته روی فیلم‌نامهٔ این فیلم و سایر فیلم‌هایی که در آن حضور داشت کار می‌کرد. استودیوها از اینکه تامپسون در اولین تجربه فیلم‌نامه‌نویسی خود بخشی از عوامل نویسنده این فیلم بود، نگران بودند. در نهایت کلمبیا پیکچرز موافقت کرد که این فیلم را توزیع کند. در ابتدا قرار بود نقش الینور برای بازیگر دیگری باشد، اما تامپسون پذیرا شد که این نقش را بر عهده بگیرد. فیلم‌نامهٔ تامپسون ثروت خانواده داشوود را بزرگ‌نمایی می‌کرد تا صحنه‌های فقر برای مخاطبان مدرن آشکارتر شود. همچنین ویژگی‌های مردان را تغییر داد تا برای بینندگان امروزی جذاب‌تر شود. ویژگی‌های مختلف الینور و ماریان از طریق شبیه‌سازی و سکانس‌های ساختگی مورد توجه قرار گرفت. انگ لی برای کارگردانی انتخاب شد؛ او برای کارش در فیلم ضیافت عروسی (۱۹۹۳) و به این دلیل که لیندسی دوران عقیده داشت که به فیلم کمک می‌کند تا مخاطبان بیشتری را جذب کند، انتخاب شد. لی برای این فیلم بودجه‌ای ۱۶ میلیون دلاری معین کرد.
عقل و احساس در ۱۳ دسامبر ۱۹۹۵ در ایالات متحده منتشر شد. این فیلم با ۱۳۵ میلیون فروش در جهان با موفقیت تجاری همراه بود. این فیلم پس از انتشار با نظرات مثبتی از سوی منتقدان روبرو شد و افتخارات گوناگونی نظیر سه جایزهٔ و ۱۱ نامزدی در جوایز فیلم بفتا ۱۹۹۵ دریافت کرد. این فیلم هفت نامزدی در جوایز اسکار به دست آورد؛ از جمله بهترین فیلم و بهترین بازیگر نقش اول زن. تامپسون جایزهٔ بهترین فیلم‌نامه اقتباسی را دریافت کرد و تنها شخصی بود که برای بازیگری و فیلم‌نامه‌نویسی برندهٔ اسکار شد. عقل و احساس باعث افزایش محبوبیت آثار آستن شد و منجر به تولیدات بیشتر در ژانرهای مشابه شد. این فیلم به عنوان یکی از بهترین اقتباس‌های آستن در تمام دوران محسوب می‌شود.

## خلاصه داستان
در اواخر قرن هجدهم (فاصلهٔ سال‌های ۱۷۹۲_۱۷۹۷) در منطقه‌ای در جنوب غربی انگلستان، مرد ثروتمندی به نام آقای «دشوود» که در آستانه مرگ قرار دارد، تمامی ملک و املاکش را به پسر ارشد خود، «جان» که از همسر اولش است، می‌دهد، اما در مقابل از او می‌خواهد که مراقب دخترانش، «الینور»، «ماریان» و «مارگارت» نوجوان که از همسر دوم او هستند، باشد و مخارج آنها را به‌طور کامل بپردازد. پس از مرگ پدر، جان که تحت سلطه همسرش «فانی» قرار دارد، از قولی که به پدر داده سر باز می‌زند و حال دختران دشوود به همراه مادرشان مجبورند که از عمارت اشرافی «پارک ساکس» که اکنون متعلق به جان است، بروند و به فکر جایی، البته محقرتر برای ادامهٔ زندگی باشند. «الینور» و «ماریان»، که دو خواهر با روحیه‌های متفاوت هستند، هیجان‌زده به خانه‌ای جدید نقل مکان می‌کنند و هنگامی که درگیر ماجراهای عاطفی‌شان هستند، عشق و دلشکستگی را نیز تجربه می‌کنند.

## بازیگران
- اما تامسون در نقش دوشیزه الینور داشوود
- کیت وینسلت در نقش دوشیزه ماریان داشوود
- آلن ریکمن در نقش کلنل براندون
- هیو گرانت در نقش ادوارد فرراس
- گرگ وایز در نقش جان ویلوفی
- جما جونز در نقش خانم داشوود
- هریت والتر در نقش فانی فرراس داشوود
- الیزابت اسپرینگز در نقش خانم جنینگز

## جوایز و نامزدی‌های فیلم
- برنده خرس طلای جشنواره برلین ۱۹۹۶ برای بهترین فیلم
- برنده جایزه اسکار بهترین فیلمنامه افتباسی
- نامزد اسکار بهترین فیلم
- نامزد اسکار بهترین بازیگر نقش اول زن
- نامزد اسکار بهترین بازیگر نقش مکمل زن
- نامزد اسکار بهترین موسیقی
- نامزد اسکار بهترین طراحی لباس
- نامزد اسکار بهترین فیلمبرداری
- برنده گلدن گلوب بهترین فیلم درام
- برنده گلدن گلوب بهترین فیلمنامه
- نامزد گلدن گلدب بهترین بازیگر نقش اول زن فیلم درام
- نامزد گلدن گلوب بهترین بازیگر نقش مکمل زن
- نامزد گلدن گلوب بهترین کارگردانی
- نامزد گلدن گلوب بهترین موسیقی
- برنده بفتای بهترین فیلم
- برنده بفتای بهترین بازیگر نقش اول زن
- برنده بفتای بهترین بازیگر نقش مکمل زن کیت وینسلت
- نامزد بفتای بهترین بازیگر نقش مکمل زن الیزابت اسپرینگز
- نامزد بفتای بهترین کارگردانی
- نامزد بفتای بهترین بازیگر نقش مکمل مرد
- نامزد بفتای بهترین فیلمنامه اقتباسی
- نامزد بفتای بهترین موسیقی
- نامزد بفتای بهترین فیلمبرداری
- نامزد بفتای بهترین طراحی لباس
- نامزد بفتای بهترین گریم و آرایش مو
- نامزد بفتای بهترین طراحی تولید